# Джонс, Дэррил
Дэррил Джонс (англ. Darryl Jones, 11 декабря 1961, Чикаго, Иллинойс), также известный как «The Munch» — американский бас-гитарист. Джонс начал карьеру в качестве сессионного музыканта, где набрался опыта и заслужил доверие, играя с одними из самых уважаемых джаз, блюз, и рок-исполнителей. После ухода основного басиста Билла Уаймэна из The Rolling Stones в 1993 году, Джонс был принят в качестве сайдмена и участвовал в записи каждого их альбома или выступления.

## Биография
Джонс родился 11 декабря 1961 года в Чикаго. В детстве, его отец, сам являющийся барабанщиком, благосклонно отнёсся к увлечению сына музыкой и учил его игре на гитаре. Сосед Дэррила, который был басистом, убедил его переключиться с гитары на бас.
Джонс поступил в Южно-Иллинойсский Университет Карбондэйла, но свою игру на бас-гитаре не забросил. Один музыкант, Винс Уилбёрн мл., с которым Джонс сыграл впервые на его студийной сессии, как оказалось приходился племянником прославленному джазмену Майлсу Дэвису. Он сказал Джонсу, что Дэвис как раз ищет нового басиста и посоветовал к нему обратиться. После того, как Джонс позвонил Дэвису, тот пригласил молодого басиста в тур, и выступил ему в роли наставника. В 1983 году Джонс официально был принят в его группу. Он участвовал в записи двух альбомов Дэвиса — Decoy (1984) и You’re Under Arrest (1985).
Работа с Дэвисом принесла Джонсу славу в кругах любителей джаза и он получил возможность работать с другими известными джазовыми музыкантами, включая Herbie Hancock’s Headhunters, Майк Стерн, Джон Скофилд и Steps Ahead. Также он выступал в качестве сессионного басиста у таких рок и поп-исполнителей, как Шер, Стинг, Питер Гэбриэл, Мадонна, Эрик Клэптон и Джоан Армэтрейдин.
После того, как один из основателей The Rolling Stones, басист Билл Уаймэн ушёл из группы в 1993 году, Джонс начал с ними долгосрочное сотрудничество, продолжающееся и по сей день. Начиная с альбома Voodoo Lounge (1994), он сыграл партии бас-гитары на каждом альбоме Роллингов и зачастую выступает с ними на концертах. Также как и у других сайдмэнов Stones, саксофониста Бобби Киза и клавишника Чака Ливелла, сценическое поведение и внешний вид Джонса выглядят неброско, оставляя его в тени именитых участников группы. Он получает стабильное жалование и не участвует в делении доходов группы от выступлений, записей и т. д.